# Asplundia gigantea
Asplundia gigantea är en enhjärtbladig växtart som beskrevs av Tuberq. Asplundia gigantea ingår i släktet Asplundia och familjen Cyclanthaceae. Inga underarter finns listade.